# Yamilka Del Valle
Yamilka del Valle Álvarez (ur. 22 września 1987) – kubańska zapaśniczka. Zajęła 16 miejsce w mistrzostwach świata w 2009. Trzecia na igrzyskach panamerykańskich w 2015 i siódma w 2007. Dwa razy na podium mistrzostw panamerykańskich, złoto w 2009. Trzecia na igrzyskach Ameryki Środkowej i Karaibów w 2006 roku.